# Meridiano 107 E
O meridiano 107 E é um meridiano que, partindo do Polo Norte, atravessa o Oceano Ártico, Ásia, Oceano Índico, Oceano Antártico, Antártida e chega ao Polo Sul. Forma um círculo máximo com o Meridiano 73 W.
Começando no Polo Norte, o meridiano 107º Este tem os seguintes cruzamentos:
| País, território ou mar | Notas                                                      |
| ----------------------- | ---------------------------------------------------------- |
| Oceano Ártico           |                                                            |
| Rússia                  | Ilha Maly Taymyr                                           |
| Oceano Ártico           | Mar de Laptev                                              |
| Golfo de Khatanga       |                                                            |
| Rússia                  | Passa no Lago Baikal e na ilha de Olkhon                   |
| Mongólia                |                                                            |
| China                   |                                                            |
| Vietname                | Parte continental e Ilha Cat Ba                            |
| Golfo de Tonquim        |                                                            |
| Vietname                |                                                            |
| Laos                    |                                                            |
| Camboja                 |                                                            |
| Vietname                |                                                            |
| Mar da China Meridional |                                                            |
| Estreito de Karimata    | Passa entre as ilhas de Lepar e Belitung, Indonésia        |
| Mar de Java             |                                                            |
| Indonésia               | Ilha de Java - passa a leste de Jacarta                    |
| Oceano Índico           |                                                            |
| Oceano Antártico        |                                                            |
| Antártida               | Território Antártico Australiano, reclamado pela Austrália |